# Serto della montagna

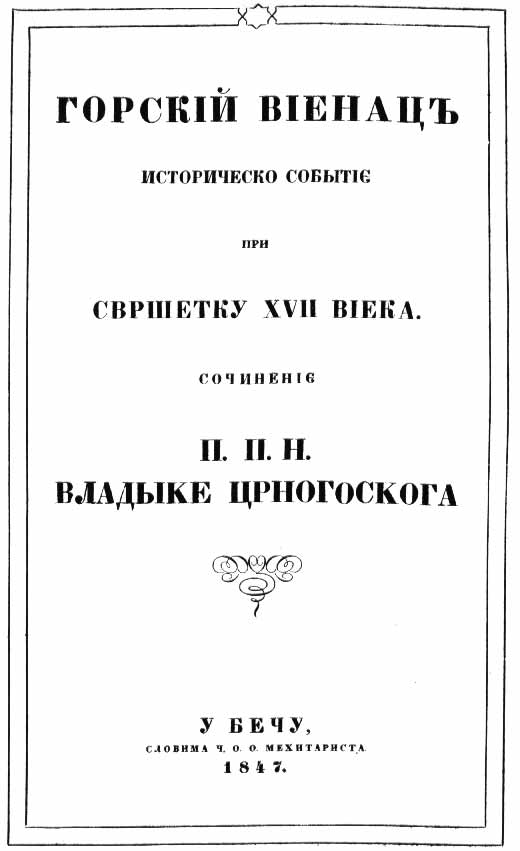
Copertina del Serto della montagna, edizione del 1847

L'autore del poema, Petar II Petrović-Njegoš.

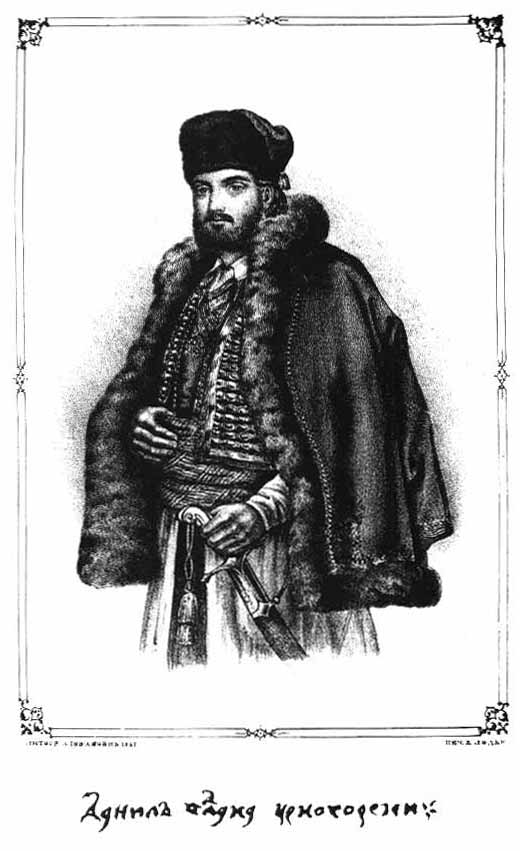
Il protagonista del poema, il metropolita Danilo.

Il serto della montagna (in serbo Горски вијенац?, Gorski vijenac) è un poema e un'opera teatrale, capolavoro della letteratura del Montenegro, scritto dal principe-vescovo e poeta Petar II Petrović-Njegoš.
Njegoš scrisse il Serto della montagna nel 1846 a Cettigne e lo pubblicò l'anno successivo dopo averlo fatto stampare da un monastero armeno a Vienna. È al contempo un poema epico moderno in versi e un testo teatrale, dunque combina tre stili letterari. È stato tradotto in italiano da Umberto Urbani (Trieste, 1939).

## Temi
Ambientato nel Montenegro del XVIII secolo, il poema tratta dei tentativi dell'antenato dell'autore, il Metropolita Danilo I Petrović-Njegoš, di regolare le relazioni tra le tribù guerriere della regione. Scritto come una serie di scene fittizie in forma di dialogo e monologo, il poema si apre con la visione del Metropolita Danilo dell'espansione dell'Impero ottomano in Europa. Lacerato da conflitto interiore, Danilo vede che la battaglia è inevitabile e la teme.
Cominciato come poesia, il Serto si sviluppa come dramma storico che si espande in una descrizione in stile epico della vita in Montenegro, incluse le feste, i ritrovi, i costumi, le credenze e la lotta per sopravvivere all'oppressione ottomana. Nei suoi 2819 versetti il Serto della montagna descrive tre civiltà distinte: quella patriarcale del Montenegro, quella islamica dell'Impero ottomano e quella europea della Repubblica di Venezia.
Il poema è costruito intorno ad un singolo evento, presentato come storico, che ebbe luogo in un giorno di Natale dell'inizio del XVIII secolo durante il regno del Metropolita Danilo: l'esecuzione di massa dei Montenegrini che si erano convertiti all'islam, conosciuta come "indagine sugli islamizzati" (истрага потурица, Istraga poturica). Nonostante le difficoltà nel provare che un evento della portata e dalle caratteristiche di quello descritto da Njegoš sia effettivamente avvenuto in Montenegro, il tema del poema è oggetto di grande dibattito. Secondo uno studio recente, un evento del genere ebbe effettivamente luogo, ma fu di portata solo locale: avvenne nel 1707 nel clan di Ćeklići, una delle oltre 20 tribù del Montenegro.
Il fatto che Njegoš utilizzi tale evento solo come quadro storico generale, senza preoccuparsi della data esatta, sottolinea la sua preoccupazione per il tema, tipicamente romantico, della lotta per l'autodeterminazione dei popoli (in questo caso contro la dominazione ottomana).
Nella premessa alla prima edizione inglese del poema, del 1930, il linguista Vasa Mihajlović sostiene che la maggior parte delle azioni e molti personaggi del Serto hanno forti similarità con Njegoš stesso e con il suo tempo, sottolineando le sue ambizioni a liberare il suo popolo e permettergli di vivere in pace e dignità. Njegoš è adirato perché è forzato a combattere una costante battaglia per la sopravvivenza dello Stato montenegrino, delle sue tradizioni e della sua cultura contro un avversario più forte; per lui l'islamizzazione dei Montenegrini simbolizza lo stadio iniziale di un processo di dissolvimento dei valori tradizionali del Montenegro e condanna i convertiti per non esserne coscienti.
I personaggi del Serto della Montagna sono coinvolti in una lotta tra il bene e il male. Sottolineando ideali che dovrebbero essere condivisi da tutti, Njegoš esprime una ferma fede nell'uomo e nelle sue bontà e integrità di fondo e afferma che l'uomo debba sempre lottare per i propri diritti e per ciò a cui aspira, poiché nulla si ottiene per caso.
I temi principali de Il serto della montagna possono essere divisi in tre categorie:
1. il richiamo a un risveglio nazionale e all'unificazione del popolo montenegrino nella lotta per la libertà;
2. la sapienza popolare, i valori tradizionali e una visione eroica della vita e dei valori;
3. la visione personale di Njegoš sulla natura, sulla società e sulla lotta dell'uomo tra vizio e virtù, bene e male, onore e vergogna, dovere e sacrificio[5].

Il poema è scritto in metro decasillabo nel linguaggio della poesia epica serba. A parte le molte metafore, le immagini forti e l'umorismo, che ravvivano un'atmosfera altrimenti buia e tragica, il poema include pensieri profondi, spesso espressi in laconica maniera proverbiale, taluni poi entrati nel linguaggio comune, come "Quando le cose vanno bene è facile essere buoni, ma è nella sofferenza che si capisce chi è l'eroe" (137-138).

## Ricezione, critica e controversie
Lo storico Srđa Pavlović sottolinea come Il serto della montagna sia stato oggetto di lode e di critica e spesso utilizzato per sostenere opinioni diametralmente opposte. Indipendentemente dall'agenda politica, dalle preferenze ideologiche e dalle convinzioni religiose, ogni generazione di storici e politici della regione si appropria dell'opera di Njegoš sperando di trovare abbastanza citazioni per convalidare le proprie opinioni.
Secondo Pavlović i nazionalisti serbi e croati hanno usato l'opera come giustificazione storica rispettivamente del sogno della Grande Serbia e dell'espansione ad Est del fiume Drina, mentre altri ci vedono un manuale per la pulizia etnica e il fratricidio. Gli indipendentisti montenegrini hanno in gran parte rifuggito da qualsiasi interpretazione della poesia di Njegoš e solo occasionalmente ne discutono i meriti letterari e linguistici.
Abdal Hakim Murad, tra i principali studiosi britannici dell'islam, sostiene che Il serto della montagna attinga a sentimenti di violenta islamofobia. Egli vede il dominio ottomano sulla cristiana Serbia medievale come una salvaguardia efficace contro le crociate cristiane, affermando che il poema vede "i ripetuti appelli dei musulmani alla coesistenza semplicemente come tentazioni sataniche, il sorriso di Giuda, che il metropolita Danilo alla fine supera celebrando il massacro finale".
Michael Sells, docente di storia e letteratura islamica, condivide una visione simile, affermando che il poema (lettura obbligatoria in tutte le scuole jugoslave prima della guerra) si distingue per la sua celebrazione della pulizia etnica. A suo avviso, esso "connota gli slavi musulmani come assassini di Cristo e svolge un ruolo significativo nel conflitto etnico e nella guerra in Bosnia degli anni '90", sottolineando come negli anni '90 Il serto della montagna venisse imparato a memoria e citato dai nazionalisti serbi.
Per il giornalista Tim Judah "c'è un altro aspetto de Il serto della montagna molto più sinistro del suo elogio del tirannicidio. Con il suo appello allo sterminio di quei Montenegrini che si erano convertiti all'islam, la poesia è anche un inno alla pulizia etnica[. E]ssa aiuta a spiegare come sia stata plasmata la coscienza nazionale serba e come le idee di liberazione nazionale si siano indissolubilmente legate all'idea di uccidere il proprio e bruciare il suo villaggio".
Per quanto riguarda le affermazioni circa l'influenza della poesia nella pulizia etnica, Pavlović sostiene che i Montenegrini di fede islamica (attualmente circa il 16% della popolazione montenegrina) siano stati in passato e siano attualmente parte integrante della matrice della società montenegrina. Pavlović sostiene che Njegoš stesse cercando di restaurare una società tribale in base al concetto di "primavera dei popoli" e propone la lettura de Il serto della montagna come racconto di una società eroica tribale ormai lontana la cui descrizione avesse ben poco in comune con il Montenegro del tempo di Njegoš. Tuttavia, Il serto della Montagna dice molto circa le condizioni politiche, economiche e culturali del Montenegro del XIX secolo e circa gli sforzi di Njegoš a sostegno delle idee del panslavismo e dell'illirismo. Il serto della montagna è un importante capolavoro letterario e non può essere visto solo come letteratura nazionalista, perché tratta di questioni molto più ampie rispetto ai margini ristretti dello spazio politico del Montenegro e per Pavlović non deve essere letta al di fuori del contesto del momento della sua nascita.